# Badgasse 2, Schulgasse 1 (Volkach)

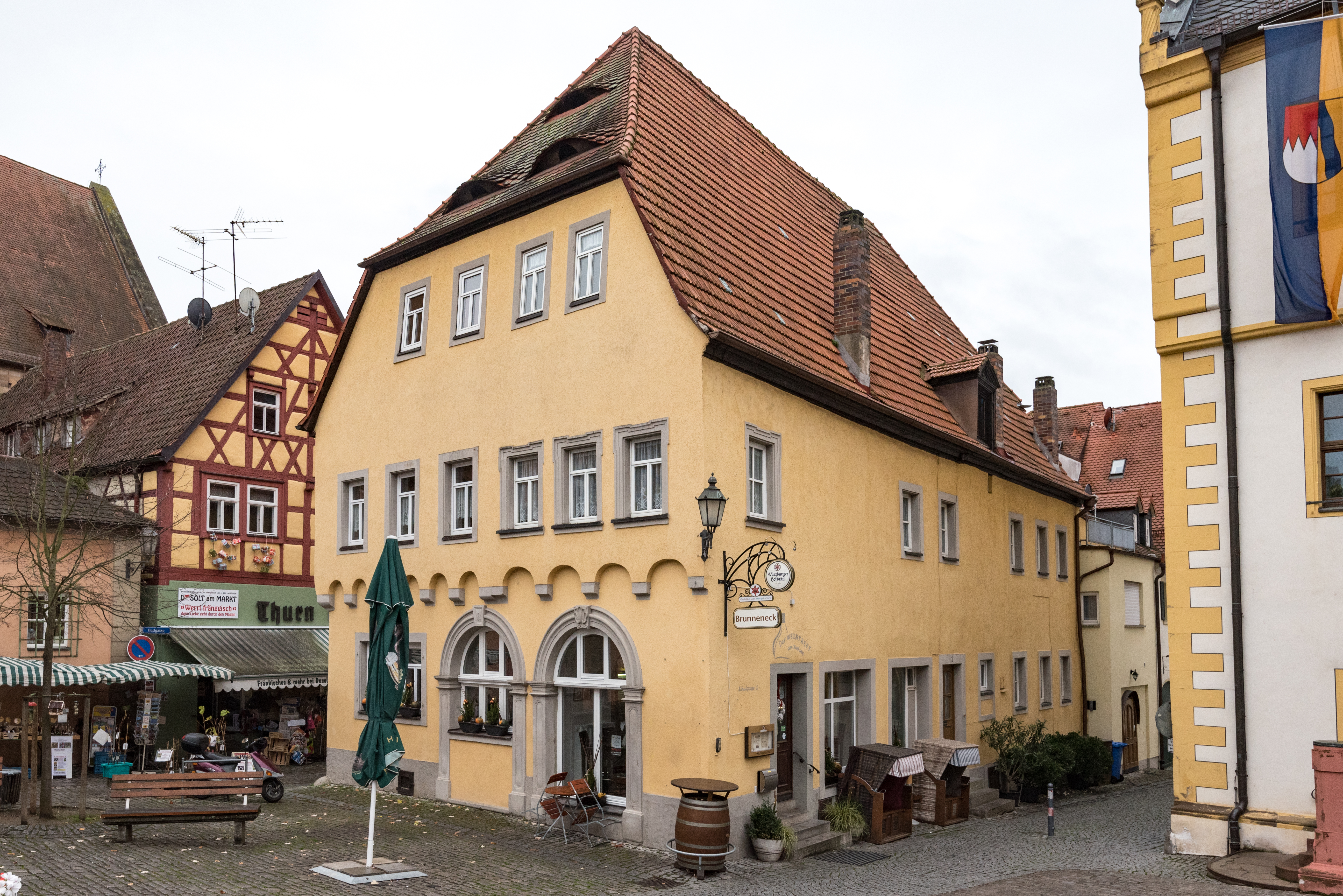
Das Haus an der Ecke Badgasse/Schulgasse

Das Haus Badgasse 2, Schulgasse 1 (auch Zehntscheune, früher Hausnummern 56, 57) ist ein denkmalgeschütztes Gebäude in der Kernstadt des unterfränkischen Volkach. Die Grundfläche des Hauses ist bereits seit dem 17. Jahrhundert zweigeteilt, sodass zwei Adressen existieren.

## Geschichte
Das Haus Badgasse 2, Schulgasse 1 südlich des Rathauses entstand wohl als Zehntscheune für den Stadtherren von Volkach, den Fürstbischof von Würzburg. Die ältesten Überreste im Keller der Anlage datieren auf die Zeit des späten 15. bzw. des frühen 16. Jahrhunderts. Bereits früh wurde das Anwesen zu einem Wohnhaus umgewandelt, wobei man das Haus aufteilte. So entstanden zwei langgestreckte Grundstücke, die aber nach wie vor von lediglich einem Gebäude überbaut blieben. Beide Grundstücke ziehen sich in Richtung der Stadtmauer.
Die Haushälfte Badgasse 2 (mit der früheren Hausnummer 56) wurde 1689 von Nikolaus Altenschöpfer bewohnt. Weitere Wohnungen waren ebenfalls hier untergebracht. So ist 1698 Caspar Bard im Hinterhaus nachzuweisen. Die Familie Altenschöpfer blieb bis 1730 im Haus nachweisbar. 1736 lebte hier der Büttner Michael Mittenzwei. 1771 gehörte Johann Caspar Grammling die Haushälfte. Er erwarb weiteren Grundbesitz in Volkach, sodass auch das angrenzende Grundstück mit dem heutigen Haus Badgasse 2a ihm gehörte. 
Nach 1788 ist wiederum die Familie Mittenzwei hier nachgewiesen. Die Familie betrieb nach wie vor das Büttnerhandwerk im Haus, das für die weinbautreibende Gemeinde von einiger Bedeutung war. Nach dem Tod von Kaspar Mittenzwei junior gelangte Michael Lachner (IV.) an das Anwesen. Es war damals mit einem Schweinestall und einem kleinen Hof ausgestattet. Nach ihm erbte Franz Lachner das Haus. Lachner war Landwirt. 1984 besaß Erika Lachner das Haus. Im Erdgeschoss war zeitweise die Trachtenstube der Elisabeth Sammartino zu finden.
Die Haushälfte Schulgasse 1 (mit der Hausnummer 57) besaß 1689 Hans Fuchs, der wie seine Nachbarn, als Büttner arbeitete. Bis 1730 war die kleinere Haushälfte an Jacob Pörtlein gelangt. Während die Bewohner der anderen Hälfte 621 Gulden Taxe zu zahlen hatten, wurde diese Hälfte nur auf 410 ¾ Gulden taxiert. Nach weiteren Besitzerwechseln gelang es 1788 Kaspar Mittenzwei, beide Haushälften in seinen Besitz zu bringen. Seit 1823 betrieb hier der Schlosser Josef Bräutigam sein Handwerk. Er vererbte das Haus an seinen Sohn Theodor Bräutigam, der seit 1843 hier nachweisbar ist.
1871 übergab dieser wiederum das Haus an seinen Sohn Adam. Adam Bräutigam gelang es wiederum über ein Nebengebäude, beide Haushälften in einer Hand zu vereinen. Seit 1887 war eine Sattlerwerkstatt in den Räumlichkeiten untergebracht, die von Konrad Lea betrieben wurde. Nach wie vor bestand aber auch ein Schlossereibetrieb. Mit Josef Lea erweiterte sich um 1951 das Geschäft um eine Möbelhandlung. Seit den 1980er Jahren wird in den Räumlichkeiten eine Weinstube betrieben. 2005 wurden die Erdgeschosse beider Häuser durch einen Durchbruch vereint.

## Beschreibung
Das Haus wird vom Bayerischen Landesamt für Denkmalpflege als Baudenkmal eingeordnet. Untertägige Reste von Vorgängerbauten sind als Bodendenkmal vermerkt. Daneben ist es Teil des Ensembles Altstadt Volkach und bildet einen markanten Eckpunkt des Volkacher Marktplatzes. Es präsentiert sich als zweigeschossiges, giebelständiges Eckhaus und schließt mit einem langgestreckten Halbwalmdach ab. Das Obergeschoss weist verputztes Fachwerk auf. Während die Bauzeit auf die Zeit vor 1600 datiert, wurde das Haus um 1744 stark überformt.
Die Merkmale des barocken Umbaus des 18. Jahrhunderts sind im Erdgeschoss an den beiden nebeneinander angebrachten Rundbogentoren zu sehen. Ihre Giebel wurden stark profiliert, die beiden Schlusssteine sind mit Büttnerwappen und den Inschriften I. M. und M. Z. sowie der Jahreszahl 1744 verziert. Das darüber aufragende Rundbogenfries auf Konsolen ist älter. Es sorgt dafür, dass das Obergeschoss vorkragt. Die rechte Haushälfte in der Schulgasse weist noch einige geohrte Fensterrahmungen auf. In den 1960er Jahren wandelte man die Rundbogentore in Schaufenster um.